# París-Chauny
La París-Chauny és una competició ciclista francesa que es disputa anualment al juliol entre París i Chauny (Aisne). Creada el 1922 es disputa de manera amateur. El 2015 va entrar a formar part de l'UCI Europa Tour amb una categoria 1.2.

## Palmarès
| Any                               | Vencedor              | Segon                  | Tercer              |
| --------------------------------- | --------------------- | ---------------------- | ------------------- |
| edicions amateurs                 |                       |                        |                     |
| 1980                              | Guy Bricnet           | André Fossé            | Patrice Collinet    |
| 1981                              | Patrice Collinet      | Jean-Marc Follet       | Bernard Stoessel    |
| 1982                              | Claude Saelen         | Bernard Stoessel       | Philippe Miotti     |
| 1983                              | Piers Hewitt          | Ian Manson             | Franck Pineau       |
| 1984                              | Claude Carlin         | Philippe Tesnière      | Jean-Luc Braillon   |
| 1985                              | Thierry Casas         | Rusty Lopez            | Daniel Maquet       |
| 1986                              | Laurent Masson        | Philippe Brenner       | Patrice Malard      |
| 1987                              | Marc Meilleur         | Marc Poncel            | Didier Champion     |
| 1988                              | Greg Oravetz          | Jean-Marie Corteggiani | Lawrence Roche      |
| 1989                              | Philippe Lauraire     | Claude Carlin          | Jean-Cyril Robin    |
| 1990                              | Olaf Lurvik           | Laurent Eudeline       | Jacques Dutailly    |
| 1991                              | John Hugues           | Matt Newberry          | Paul Slane          |
| 1992                              | Adam Szafron          | Czesław Rajch          | Bruno Thibout       |
| 1993                              | Frédéric Pontier      | Emmanuel Mallet        | Ludovic Auger       |
| 1994                              | Gordon Fraser         | Edouard Terrier        | Frédéric Gabriel    |
| 1995                              | Franck Morelle        | Jean-Claude Thilloy    | Jérôme Leroyer      |
| 1996                              | Jean-François Lafille | Hervé Henriet          | Vincent Templier    |
| 1997                              | Florent Brard         | Vincent Klaes          | Arnaud Auguste      |
| 1998                              | Jean-Michel Thilloy   | Mickaël Fouliard       | Vincent Templier    |
| 1999                              | Franck Morelle        | Stéphane Augé          | Jean-Claude Thilloy |
| 2000                              | Miika Hietanen        | Mickael Olejnik        | Sylvain Lajoie      |
| 2001                              | Christophe Guillome   | Tony Cavet             | Cédric Loué         |
| 2002                              | Aleksei Levdanski     | Mickaël Buffaz         | Shinichi Fukushima  |
| 2003                              | Pascal Carlot         | David Pagnier          | Stéphane Pétilleau  |
| 2004-2005 edicions no realiztades |                       |                        |                     |
| 2006                              | Guillaume Lejeune     | Franck Charrier        | Thomas Nosari       |
| 2007                              | Tomasz Smoleń         | Mateusz Taciak         | Kévin Lalouette     |
| 2008                              | Tony Cavet            | Martial Locatelli      | Mateusz Taciak      |
| 2009                              | Benoît Daeninck       | Sander Maasing         | Guillaume Malle     |
| 2010 edició no realitzada         |                       |                        |                     |
| 2011                              | Grégory Barteau       | Mickael Olejnik        | Émilien Clère       |
| 2012                              | Gert Jõeäär           | Jimmy Turgis           | Benoît Sinner       |
| 2013                              | Benoît Daeninck       | Yann Guyot             | Simon Pellaud       |
| 2014                              | Marc Sarreau          | Marc Fournier          | Flavien Dassonville |
| edicions professionals            |                       |                        |                     |
| 2015                              | Maxime Vantomme       | Ronan Racault          | Alberto Cecchin     |
| 2016                              | Dieter Bouvry         | Anthony Giacoppo       | Kévin Le Cunff      |
| 2017                              | Thomas Boudat         | Grégory Habeaux        | Anthony Turgis      |
| 2018                              | Ramon Sinkeldam       | Dion Smith             | Quentin Jauregui    |
| 2019                              | Anthony Turgis        | Robin Carpenter        | Nans Peters         |
| 2020                              | Nacer Bouhanni        | Alexander Krieger      | Danny van Poppel    |
| 2021                              | Jasper Philipsen      | Alberto Dainese        | Andrea Pasqualon    |
| 2022                              | Simone Consonni       | Dylan Groenewegen      | Jason Tesson        |
| 2023                              | Jasper Philipsen      | Jason Tesson           | Paul Penhoët        |
| 2024                              | Arnaud Démare         | Paul Penhoët           | Milan Fretin        |
| 2025                              |                       |                        |                     |